# Caos (exogeologia)
En astrogeologia, chaos (plural chaoses, abr. CH) és una paraula llatina que significa «caos» que la Unió Astronòmica Internacional (UAI) utilitza per indicar llocs una zona de terreny esquerdat i trencat (un terreny «caòtic»), clarament delimitada dels seus voltants. Per exemple, Gorgonum Chaos, a Mart. És un terme regulat per la Unió Astronòmica Internacional, que reserva les següents categories de noms per anomenar nous caos, en el cas que no hi hagi un criteri més general per al planeta en qüestió:
- A Europa: noms de llocs associats a la mitologia cèltica (ex.: Conamara Chaos, a partir d'una zona muntanyosa d'Irlanda occidental).